# Хоканссон, Томас
Пер То́мас Хо́канссон (швед. Per Thomas Håkansson; род. 19 октября 1957) — шведский, после 1984 канадский кёрлингист.
В составе мужской сборной Швеции участник чемпионата мира 1980 (заняли четвёртое место) и чемпионата Европы 1976 (бронзовые призёры). Двукратный чемпион Швеции среди мужчин; хотя его команда выиграла чемпионат Швеции в 1976, Ассоциацией кёрлинга Швеции было решено, что команда состоит из «слишком молодых кёрлингистов», и на чемпионат мира 1976 как сборная Швеции поехала команда скипа Бенгта Седервалля, занявшая на чемпионате Швеции второе место. В составе юниорской мужской сборной Швеции серебряный призёр чемпионата мира 1978. Чемпион Швеции среди юниоров.
В середине 1980-х переехал в Канаду, дважды выступал на чемпионате Канады среди мужчин за команду провинции Новая Шотландия (лучший результат — пятое место в 1988).

## Достижения
- Чемпионат Европы по кёрлингу: бронза (1976).
- Чемпионат Швеции по кёрлингу среди мужчин: золото (1976, 1980).
- Чемпионат мира по кёрлингу среди юниоров: серебро (1978).
- Чемпионат Швеции по кёрлингу среди юниоров: золото (1978).

- Приз имени Росса Харстона за воплощение спортивного духа (англ. Ross Harstone Sportsmanship Award) на чемпионате Канады среди мужчин[4]: 1988.

## Команды
| Сезон   | Четвёртый       | Третий          | Второй          | Первый        | Запасной      | Турниры                      |
| ------- | --------------- | --------------- | --------------- | ------------- | ------------- | ---------------------------- |
| Швеция  |                 |                 |                 |               |               |                              |
| 1975—76 | Jens Håkansson  | Томас Хоканссон | Пер Линдеман    | Ларс Линдгрен |               | ЧШМ 1976                     |
| 1976—77 | Jens Håkansson  | Томас Хоканссон | Пер Линдеман    | Ларс Линдгрен |               | ЧЕ 1976                      |
| 1977—78 | Томас Хоканссон | Пер Линдеман    | Ларс Линдгрен   | Erik Björemo  |               | ЧШЮ 1978 · ЧМЮ 1978          |
| 1979—80 | Рагнар Камп     | Хокан Столбро   | Томас Хоканссон | Ларс Линдгрен |               | ЧШМ 1980 · ЧМ 1980 (4 место) |
| Канада  |                 |                 |                 |               |               |                              |
| 1984—85 | Том Хоканссон   | Peter MacPhee   | Stuart MacLean  | Dave Wallace  | Bruce Walker  | ЧК 1985 (7 место)            |
| 1987—88 | Томас Хоканссон | Stuart MacLean  | Bill Robinson   | Dave Wallace  | Peter MacPhee | ЧК 1988 (5 место)            |

(скипы выделены полужирным шрифтом)

## Частная жизнь
Из семьи шведских кёрлингистов: его отец Стиг Хоканссон — чемпион Швеции среди мужчин в 1968, играл на чемпионате мира 1968, в 1940-х выступал как легкоатлет (был чемпионом Европы в эстафете 4х100 метров в 1946 году, неоднократным чемпионом Швеции по спринтерскому бегу и прыжкам в длину). Брат Томаса, Ларс-Эрик Хоканссон — чемпион Швеции среди мужчин в 1971; племянник (сын Ларса-Эрика) Патрик Хоканссон (Патрик Кларемо) играл в сборной Швеции на чемпионате мира 2005.